# X (데프 레퍼드의 음반)
| 전문가 평가   | 전문가 평가 |
| 총 점수       | 총 점수     |
| 출처          | 점수        |
| ------------- | ----------- |
| 메타크리틱    | 60/100      |
| 평가 점수     |             |
| 출처          | 점수        |
| Allmusic      | 2.5/별      |
| Rolling Stone | 3/별        |
| NME           | 10/별       |

《X》는 영국의 록 밴드 데프 레퍼드의 여덟 번째 스튜디오 음반으로, 2002년 7월 30일, 미국의 아일랜드 레코드와 전 세계의 자매 레이블 머큐리 레코드에서 발매되었다. 1996년의 《Slang》과 매우 유사하게, 그것은 팝 장르로 이동함으로써 그들의 특징적인 사운드에서 또 다른 이탈을 특징으로 한다. 이 음반은 빌보드 200에서 11위, 영국 음반 차트에서 14위를 차지했다. 음반의 대부분은 피트 우드로프와 밴드가 프로듀싱했고, 나머지 트랙은 마르티 프레데릭센이나 페르 알데하임, 안드레아스 칼손이 프로듀싱했다.

## 배경
이 음반은 드러머 릭 앨런이 작곡에 적극적으로 참여한 첫 번째 데프 레퍼드 음반이다. 이 밴드의 이전 모든 음반에서, 그는 세 개의 트랙을 공동 작사, 작곡하는 데 도움을 준 것으로 인정받고 있다. 이 음반에서만 그는 11곡을 공동 작사, 작곡했다. 이 음반은 또한 멤버 중 누구도 작사, 작곡하지 않은 오리지널 곡인 〈Unbelievable〉과 〈Long, Long Way to Go〉를 포함한 밴드의 첫 번째 음반이다.
이 음반에는 로마 숫자 'X'가 포함되어 있으며, 이 음반은 사실 완전히 새로운 스튜디오 자료의 여덟 번째 컬렉션은 사실 완전히 새로운 스튜디오 자료의 여덟 번째 모음이다. X에 앞서 그들의 이전 두 음반인 《Retro Active》와 《Vault》는 각각 B-side와 희귀한 것들을 재녹음했고, 《Vault》는 《Hysteria》 음반에 나온 것들에 대한 다른 버전의 노래 〈Pour Some Sugar on Me〉와 〈Rocket〉을 포함했지만, 《Vault》는 비음반 싱글 〈When Love & Hate Collide〉을 포함했다.
음반 X는 빌보드 200에서 11위로 정점을 찍었지만, 이전 음반들의 기준으로 판매되지 않았고 미국 음반 산업 협회 인증을 획득하는 데 실패했다. 2012년 Rock of Ages Tour에서 어쿠스틱 메들리의 일부로 공연된 〈Now〉의 축약 버전을 제외하고는 2019년 라스베이거스에서 공연될 때까지 이 음반의 어떠한 라이브도 밴드에 의해 공연되지 않았다.
음반이 발매된 후 잠시 동안 데프 레퍼드의 웹사이트 Defleppard.com 은 보너스 트랙이자 트랙 〈Gravity〉의 초기 버전인 〈Perfect Girl〉의 무료 mp3 다운로드를 특징으로 했다.
이 음반은 2019년에 처음으로 2000년대의 3개의 다른 음반, 《Yeah!》, 《Songs from the Sparkle Lounge》와 함께 바이닐로 발매되었다.

## 곡 목록
모든 곡들은 특별한 언급이 없는 한 릭 앨런, 비비언 캠벨, 필 콜린, 조 엘리엇 그리고 릭 새비지에 의해 작사/작곡하였다.
| #   | 제목                     | 작사·작곡                                           | 재생 시간 |
| --- | ------------------------ | --------------------------------------------------- | --------- |
| 1.  | 〈Now〉                  | 앨런, 캠벨, 콜린, 엘리엇, 마르티 프레데릭센, 새비지 | 3:58      |
| 2.  | 〈Unbelievable〉         | 페르 알데하임, 안드레아스 칼손, 맥스 마틴           | 3:58      |
| 3.  | 〈You're So Beautiful〉  | 앨런, 캠벨, 콜린, 엘리엇, 프레데릭센, 새비지        | 3:31      |
| 4.  | 〈Everyday〉             | 앨런, 캠벨, 콜린, 엘리엇, 프레데릭센, 새비지        | 3:08      |
| 5.  | 〈Long, Long Way to Go〉 | 웨인 헥터, 스티브 롭슨                              | 4:38      |
| 6.  | 〈Four Letter Word〉     |                                                     | 3:07      |
| 7.  | 〈Torn to Shreds〉       |                                                     | 2:56      |
| 8.  | 〈Love Don't Lie〉       |                                                     | 4:46      |
| 9.  | 〈Gravity〉              | 앨런, 캠벨, 콜린, 엘리엇, 새비지, 피트 우드로프     | 2:33      |
| 10. | 〈Cry〉                  |                                                     | 3:20      |
| 11. | 〈Girl Like You〉        |                                                     | 2:49      |
| 12. | 〈Let Me Be the One〉    |                                                     | 3:29      |
| 13. | 〈Scar〉                 | 앨런, 캠벨, 콜린, 엘리엇, 새비지, 우드로프          | 4:59      |